# Komitat Jász-Nagykun-Szolnok
Komitat Jász-Nagykun-Szolnok (węg. Jász-Nagykun-Szolnok vármegye) – komitat w środkowej części wschodnich Węgier, podzielony na dwie części rzeką Cisą. Od północy graniczy z komitatem Heves i na niewielkiej długości z komitatem Borsod-Abaúj-Zemplén, od wschodu graniczy z komitatami Hajdú-Bihar i Békés, od południa z komitatem Csongrád, od południowego zachodu – z Bács-Kiskun, od zachodu z – komitatem Pest. Zalicza się do unijnego regionu statystycznego „Północna Nizina Węgierska” (Észak-Alföld).
Komitat w całości leży na Wielkiej Nizinie Węgierskiej. Część na zachód od Cisy, obejmująca równinę Jazygii (Jaszság), leży w Międzyrzeczu Dunaju i Cisy, część na wschód od Cisy zajmuje równinę Wielkiej Kumanii (Nagykunság) w Kraju Zacisańskim (Tiszántul). Główną rzeką komitatu jest Cisa z dopływami Zagyva, Keresz, Hortobágy i Berettyó. W północnej części Wielkiej Kumanii rozciąga się część sieci kanałów melioracyjnych powstałych podczas regulacji Cisy.
Obszar komitatu Jász-Nagykun-Szolnok jest całkowicie równinny. Opady występują w niewielkiej ilości, często powtarzają się susze. Duża liczba godzin słonecznych. Dobry klimat i dobre gleby pozwoliły na intensywne rolnictwo. W komitacie uprawia się pszenicę, ryż, kukurydzę i słonecznik zwyczajny oraz hoduje się trzodę chlewną, owce i bydła rogate. Ważniejszy przemysł: produkcja wełny oraz przetwórstwo spożywcze.
Komitat Jász-Nagykun-Szolnok został w 1876 utworzony z regionów Jászság, Nagykunság, południowych gmin regionu Heves i Külső-Szolnok oraz gmin nadcisańskich. Już nieco wcześniej obszar ten ukształtował się jako jednostka administracyjna, jednak było to tylko przejściowe. Nazwa komitatu nawiązuje do regionów etnicznych (Jász-, Nagykun-) i do głównego ośrodka miejskiego – Szolnok.

## Podział administracyjny
Komitat dzieli się na 7 powiatów:
- Jászberény
- Karcag
- Kunszentmárton
- Mezőtúr
- Szolnok
- Tiszafüred
- Törökszentmiklós

### Miasta komitatu
Miasta komitatu (liczba ludności według spisu z 2001):
| - Szolnok: 77 631 - Jászberény: 28 203 - Törökszentmiklós: 22 883 - Karcag: 22 574 - Mezőtúr: 19 329 - Tiszafüred: 13 747 | - Kisújszállás: 12 726 - Tiszaföldvár: 11 975 - Túrkeve: 10 047 - Kunszentmárton: 9707 - Jászapáti: 9672 - Kunhegyes: 8520 | - Jászárokszállás: 8220 - Martfű: 7261 - Újszász: 6824 - Fegyvernek: 6503 (2010) - Jászfényszaru: 5833 - Kenderes: 5329 - Abádszalók: 4677 - Besenyszög: 3432 (2010) |